# Пресяк
Пресяк (болг. Пресяк) — село в Болгарии. Находится в Тырговиштской области, входит в общину Тырговиште. Население составляет 236 человек (2022).

## Политическая ситуация
В местном кметстве Пресяк, в состав которого входит Пресяк, должность кмета (старосты) исполняет Аптула Ахмед Аптула (Движение за права и свободы (ДПС)) по результатам выборов правления кметства.
Кмет (мэр) общины Тырговиште — Красимир Митев Мирев (инициативный комитет) по результатам выборов в правление общины.